# Compagnie Lilloise de Moteurs
Die Compagnie Lilloise de Moteurs (CLM) war ein französischer Motorenhersteller. Sie wurde im April 1928 als Tochtergesellschaft von Peugeot gegründet.

## Geschichte
Ziel war es, mit der Gesellschaft den neuen Industriezweig der „Heavy Oil“ Motoren, also der Dieselmotoren zu etablieren. Bereits 1928 verließ der erste Peugeot-Dieselmotor das Fabrikgelände. Die Bandbreite der Motoren reichte von 4 PS bis zum 500-PS-Motor. Von April 1928 bis 31. Dezember 1931 wurden 13.000 Motoren mit einer Gesamtleistung von 265.000 PS hergestellt. 17 verschiedene Motorvarianten wurden von 1928 bis 1938 hergestellt. Die Motoren wurden in der Automobilbranche, der Industrie, der Landwirtschaft, der Schiffsindustrie, der Eisenbahn und für Stromerzeugungsanlagen eingesetzt. Im Jahr 1942 wurde die CLM in Compagnie Générale de Moteurs (CGM) umbenannt.

## Motoren

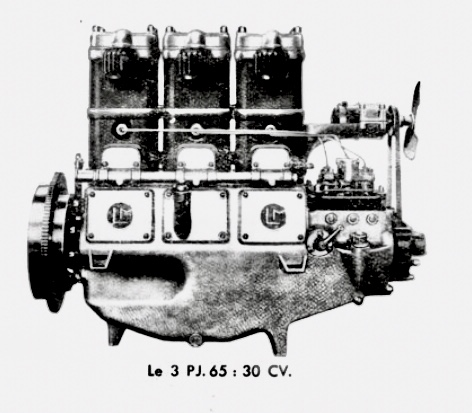
PJ 65

- Type 602 mit 1 Zylinder, Hubraum 692 cm³ mit 70 mm Bohrung und 180 mm Hub, 12 PS
- Type C.R.2 Traktormotor 2 Zylinder, Hubraum 1393 cm³ mit 65 mm Bohrung und 210 mm Hub, 20 PS
- Type LC2 2 Zylinder, Hubraum 2723 cm³ mit 85 mm Bohrung und 240 mm Hub, 32 PS
- Type LC3 3 Zylinder, Hubraum 4085 cm³ mit 85 mm Bohrung und 240 mm Hub, 46 PS
- Type 108, 1 Zylinder, Hubraum 2748 cm³ mit 108 mm Bohrung und 300 mm Hub, 20 PS
- Type 208, 2 Zylinder, Hubraum 5496 cm³ mit 108 mm Bohrung und 300 mm Hub, 50 PS
- Type 308, 3 Zylinder, Hubraum 8244 cm³ mit 108 mm Bohrung und 300 mm Hub, 75 PS
- Type 408, 4 Zylinder, Hubraum 10.993 cm³ mit 108 mm Bohrung und 300 mm Hub, 100 PS
- Type PJ6, 1 Zylinder
- Type 1PJ65, 1 Zylinder, 10 PS
- Type 2PJ65, 2 Zylinder
- Type 3PJ65, 3 Zylinder, 30 PS
- Type 2PJ80, 2 Zylinder, Hubraum 3016 cm³ mit 80 mm Bohrung und 300 mm Hub, 35–40 PS
- Type 2PJ85, 2 Zylinder
- Type 85 LC3, 3 Zylinder
- Type 85 LC4, 4 Zylinder, 110 PS

Quellen: